# X-99

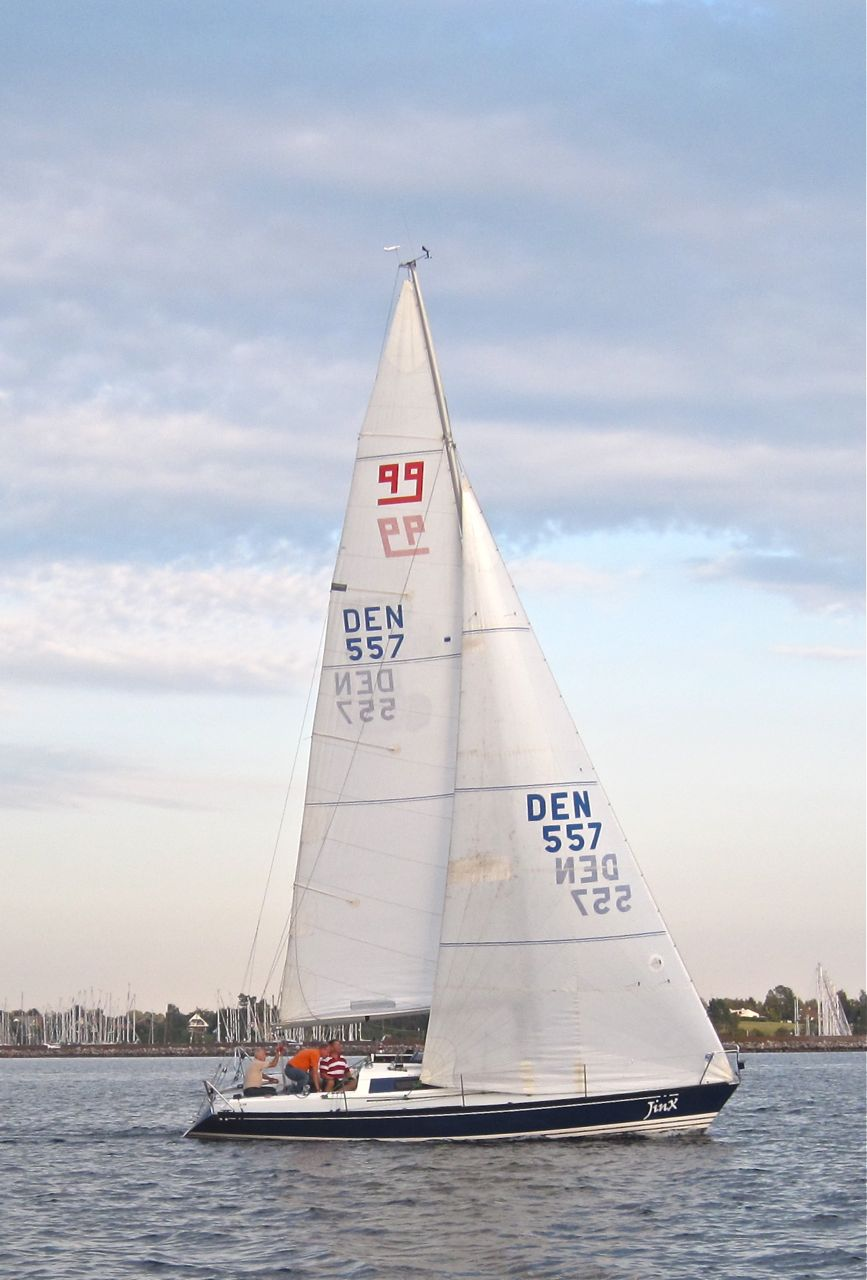
Eine dänische X-99

Die X-99 ist eine Segelyacht des dänischen Herstellers X-Yachts. Die X-99 wurde vom Weltseglerverband ISAF bis 2010 als internationale Klasse anerkannt.

## Geschichte
Die X-99 wurde von Niels Jeppesen gezeichnet und von X-Yachts in Hadersleben/Dänemark gefertigt. Sie kam 1985 auf den Markt und wurde bis 2004 insgesamt 605 mal gebaut. Wie schon bei der älteren X-79, ist auch der Mast der X-99 in Längsrichtung über Backstagen trimmbar.
Der ursprüngliche Holzrahmen wurde 1991 durch einen Stahlrahmen ersetzt. Von Baunummer 260 an (außer 270, 263, 267) erhielten nun alle X-99 diesen Stahlrahmen.
Aluminiumfenster wurden 1991 (MK I) ab Baunummer 288 (außer 290 und 310) eingeführt. Gleichzeitig wurde der bis dahin eingebaute 10 PS Bukh-Dieselmotor durch ein Aggregat von Volvo ersetzt. 1996 wurde mit der Baunummer 500 die „MK II“ genannte neue Version der X-99 vorgestellt. Diese unterscheidet sich von den bis dahin gefertigten Baureihe durch kleine Veränderungen, wie zwei Decksfenster pro Seite, ein Nadellager am Ruder und ein geändertes Wasserpassdesign.

### Weltmeisterschaft
Von 1997 bis November 2010 war die X-99 anerkannte Einheitsklasse der International Sailing Federation.
|                 |  |  | Bronze          |
| --------------- |  |  | --------------- |
| 1998 Travemünde |  |  | Gerd Knospe GER |
|                 |  |  |                 |
|                 |  |  |                 |

### Gold Cup
| Event            | Gold                                      | Silber                                    | Bronze                                        |
| ---------------- | ----------------------------------------- | ----------------------------------------- | --------------------------------------------- |
| 2011, Kiel       | GER 408 Christian Soyka GER               | GER 446 Team Xive Martin Christiansen GER | GER 535 Newport Storm Jan-Hendrik Franzen GER |
| 2012, Marstrand  | GER 408 IMMAC X Christian Soyka GER       | GER 446 Team Xive Martin Christiansen GER | DEN 517 Mille Kim Rasmussen DEN               |
| 2013, Kopenhagen | GER 408 IMMAC X Christian Soyka GER       | GER 446 Team Xive Martin Christiansen GER | DEN 517 Mille Kim Rasmussen DEN               |
| 2014, Warnemünde | GER 446 Team Xive Martin Christiansen GER | GER 408 Grün Christian Soyka GER          | GER 108 Fiefdeeler Christian Schönrock GER    |